# Crack Cloud

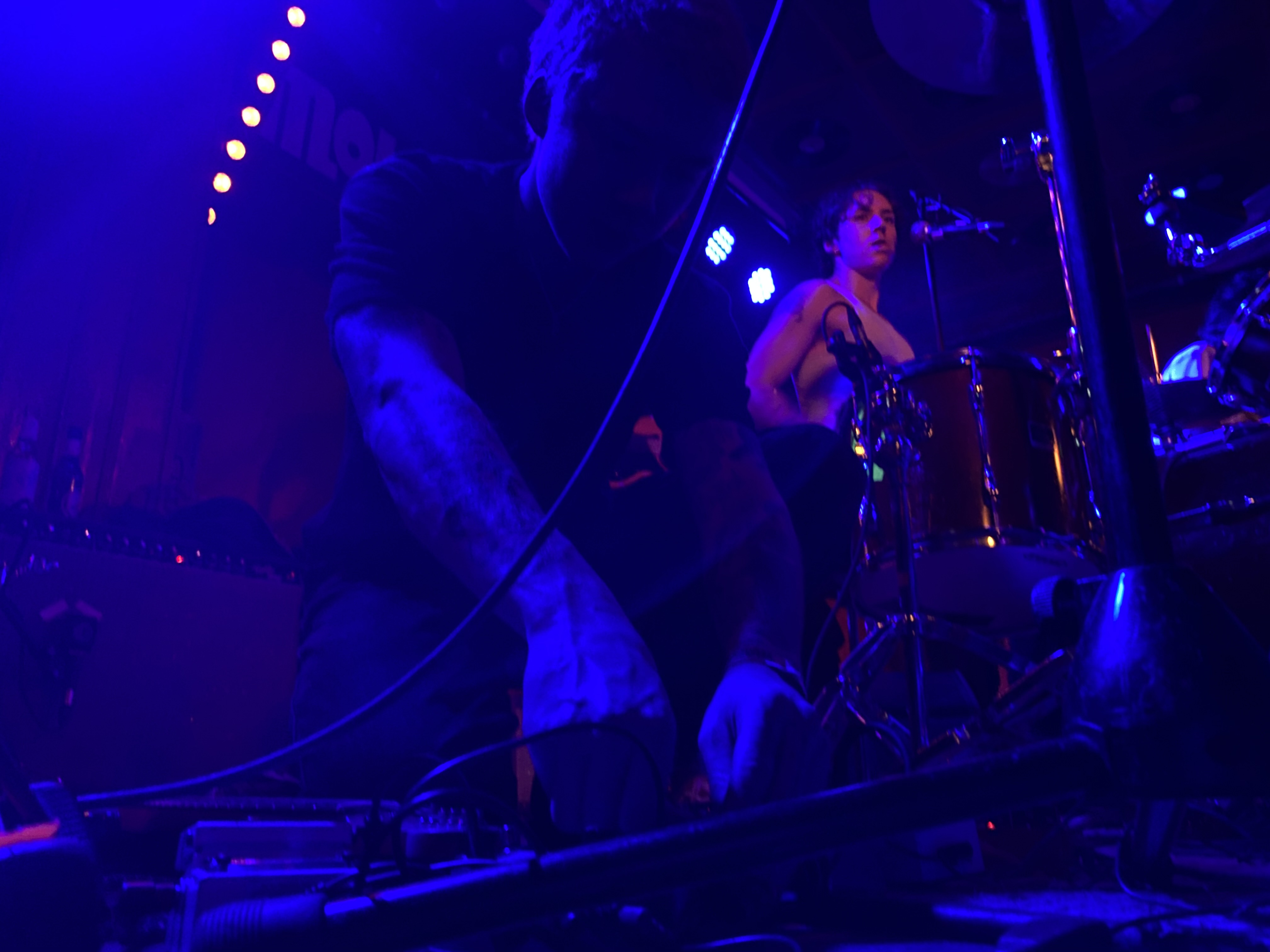
Crack Cloud – live im Molotow in Hamburg (2022)

Crack Cloud ist ein kanadisches Musik- und Multimedia-Kollektiv mit Sitz in Vancouver, British Columbia, gegründet vom Schlagzeuger und Frontmann Zach Choy. Neben den musikalischen Kernmitgliedern der Gruppe, die live als Band auftreten, sind aufgrund des starken Fokus des Projekts auf visuelles Storytelling auch zahlreiche Multimedia-Künstler verbunden und fungieren gleichzeitig als internes Produktionsstudio innerhalb der Gruppe.
Bisher haben sie zwei Studioalben veröffentlicht, Pain Olympics (2020) und ihr jüngstes, Tough Baby (2022).

## Geschichte
Crack Cloud wurde 2015 als Soloprojekt des Sängers und Schlagzeugers Zach Choy gegründet, als er in Calgary, Alberta, lebte. Bald darauf zog das Projekt im Jahr 2018 nach Vancouver, wo sich die meisten seiner Mitglieder im Rahmen verschiedener Suchtheilungs- und psychischer Gesundheitsprogramme sowohl als Teilnehmer als auch als Hilfskräfte kennenlernten. Choy gab an, dass der Zweck von Crack Cloud ein „Heilungsmechanismus“ sei. Das Logo der Gruppe ist auch als Aneignung des Ausrufezeichens bemerkenswert, das von Concerned Children’s Advertisers verwendet wird, einer Reihe öffentlicher Bekanntmachungen, die sich an Kinder zu verschiedenen Themen (Drogen) richten Missbrauch, Gruppenzwang, Bewegung usw., die in den 1990er- und Mitte der 2000er-Jahre im kanadischen Fernsehen ausgestrahlt wurden.
Crack Cloud veröffentlichte 2016 ihre erste selbstbetitelte EP, gefolgt von einer weiteren im darauffolgenden Jahr mit dem Titel Anchoring Point im Jahr 2017. Diese beiden EPs wurden am 1. Juni 2018 als selbstbetitelte Compilation über Deranged und Tin Angel/Meat Machine Records erneut veröffentlicht. Nach diesen Veröffentlichungen tourte die Gruppe international und trat auf mehreren Musikfestivals auf, darunter Levitation, End of the Road und Roskilde, was der Gruppe jeweils beträchtliche Bekanntheit in Nordamerika, Großbritannien und Europa verschaffte.
Crack Cloud veröffentlichte am 17. Juli 2020 ihr Debüt-Studioalbum „Pain Olympics“ über Meat Machine Records, gefolgt von vier Singles, „The Next Fix“, „Ouster Stew“, „Tunnel Vision“ und „Favour Your Fortune“ zwischen Mai 2019 und Oktober 2020. Die Platte wurde positiv aufgenommen, basierend auf dem Album, das eine durchschnittliche Punktzahl von 87 aus 8 Rezensionen auf Metacritic erhielt, was auf „allgemeine Anerkennung“ hinweist.
Am 8. Juli 2021 wurde die Gruppe beim Prism Prize 2021 zu den Gewinnern des Hi-Fidelity Award gekürt, einem Preis für kanadische Aufnahmekünstler, die Innovationen in ihren Musikvideos einsetzen.
Am 11. Mai 2022 kündigte Crack Cloud ihr zweites Album „Tough Baby“ an, das am 16. September 2022 über Meat Machine veröffentlicht wurde, zusammen mit der Veröffentlichung der ersten Single des Albums, „Please Yourself“. Die selbstbetitelte zweite Single des Albums wurde am 8. Juli 2022 veröffentlicht. Costly Engineered Illusion, die dritte Single des Albums, wurde am 1. September 2022 veröffentlicht.

## Diskografie
Studio-Alben
- Pain Olympics (2020)
- Tough Baby (2022)

EPs
Crack Cloud (2016)
Anchoring Point (2017)
Compilations
Crack Cloud (2018)
Live Leak (2020)

## Auszeichnungen

### Prism Prize
Der Prism Prize ist eine nationale, jurierte Auszeichnung, die zur Anerkennung herausragender künstlerischer Leistungen in der kanadischen Musik-Videoproduktion-Community ins Leben gerufen wurde. Der Hi-Fidelity Award wird an einen oder mehrere Aufnahmekünstler verliehen, die Videokunst genutzt haben, um ihre Arbeit auf durchweg kreative und innovative Weise darzustellen.